# NGC 1311
NGC 1311 é uma galáxia espiral barrada (SBm) localizada na direcção da constelação de Horologium. Possui uma declinação de -52° 11' 14" e uma ascensão recta de 3 horas, 20 minutos e 06,7 segundos.
A galáxia NGC 1311 foi descoberta em 24 de Dezembro de 1837 por John Herschel.